# Phaenopharos herwaardeni
Phaenopharos herwaardeni är en insektsart som beskrevs av Hennemann, Conle och Bruckner 1996. Phaenopharos herwaardeni ingår i släktet Phaenopharos och familjen Diapheromeridae. Inga underarter finns listade i Catalogue of Life.